# Nana Mouskouri/Diskografie
Diese Diskografie ist eine Übersicht über die musikalischen Werke der griechischen Sängerin Nana Mouskouri. Im Jahre 2015 war sie mit 300 Millionen verkauften Tonträgern nach Madonna die erfolgreichste Sängerin weltweit. Ihre erfolgreichste Veröffentlichung ist die Single Weiße Rosen aus Athen mit über 1,5 Millionen verkauften Einheiten.

## Alben
| Jahr | Titel                                  | Höchstplatzierung, Gesamtwochen, AuszeichnungChartplatzierungen (Jahr, Titel, Platzierungen, Wochen, Auszeichnungen, Anmerkungen) | Höchstplatzierung, Gesamtwochen, AuszeichnungChartplatzierungen (Jahr, Titel, Platzierungen, Wochen, Auszeichnungen, Anmerkungen) | Höchstplatzierung, Gesamtwochen, AuszeichnungChartplatzierungen (Jahr, Titel, Platzierungen, Wochen, Auszeichnungen, Anmerkungen) | Höchstplatzierung, Gesamtwochen, AuszeichnungChartplatzierungen (Jahr, Titel, Platzierungen, Wochen, Auszeichnungen, Anmerkungen) | Höchstplatzierung, Gesamtwochen, AuszeichnungChartplatzierungen (Jahr, Titel, Platzierungen, Wochen, Auszeichnungen, Anmerkungen) | Anmerkungen                       |
| Jahr | Titel                                  | DE | AT | CH | UK | US | Anmerkungen                       |
| ---- | -------------------------------------- | --- | --- | --- | --- | --- | --------------------------------- |
| 1966 | An Evening with Belafonte / Mouskouri  | — | — | — | — | US124 (8 Wo.)US | mit Harry Belafonte               |
| 1969 | Over and Over                          | — | — | — | UK10 (97 Wo.)UK | — | Charteintritt: 7. Juni 1969       |
| 1970 | The Exquisite Nana Mouskouri           | — | — | — | UK10 (25 Wo.)UK | — | Charteintritt: 4. April 1970      |
| 1970 | Recital ’70                            | — | — | — | UK68 (1 Wo.)UK | — | Charteintritt: 10. Oktober 1970   |
| 1971 | Turn On the Sun                        | — | — | — | UK16 (15 Wo.)UK | — | Charteintritt: 3. April 1971      |
| 1972 | British Concert                        | — | — | — | UK29 (11 Wo.)UK | — | Charteintritt: 29. Juli 1972      |
| 1973 | Songs from Her TV Series               | — | — | — | UK29 (11 Wo.)UK | — | Charteintritt: 28. April 1973     |
| 1974 | Spotlight on Nana Mouskouri            | — | — | — | UK38 (6 Wo.)UK | — | Charteintritt: 28. September 1974 |
| 1975 | Sieben schwarze Rosen                  | DE18 Gold · (8 Wo.)DE | — | — | — | — | Charteintritt: 15. April 1975     |
| 1976 | Die Welt ist voll Licht                | DE14 Gold · (16 Wo.)DE | AT5 (12 Wo.)AT | — | — | — | Charteintritt: 15. April 1976     |
| 1976 | Passport                               | — | — | — | UK3 Gold · (16 Wo.)UK | — | Charteintritt: 10. Juli 1976      |
| 1978 | Glück ist wie ein Schmetterling        | DE31 (5 Wo.)DE | — | — | — | — | Charteintritt: 15. Februar 1978   |
| 1978 | Lieder, die die Liebe schreibt         | DE24 Gold · (13 Wo.)DE | — | — | — | — | Charteintritt: 11. Dezember 1978  |
| 1981 | Meine Lieder sind mein Leben           | DE26 (16 Wo.)DE | — | — | — | — | Charteintritt: 26. Oktober 1981   |
| 1981 | Alles Liebe …                          | DE2 Gold · (16 Wo.)DE | AT2 (8 Wo.)AT | — | — | — | Charteintritt: 14. Dezember 1981  |
| 1986 | Alone                                  | — | — | — | UK19 Silber · (10 Wo.)UK | — | Charteintritt: 2. Februar 1986    |
| 1986 | Kleine Wahrheiten                      | DE49 (6 Wo.)DE | — | — | — | — | Charteintritt: 24. März 1986      |
| 1988 | The Magic of Nana Mouskouri            | — | — | — | UK44 Gold · (8 Wo.)UK | — | Charteintritt: 8. Oktober 1988    |
| 1991 | Only Love – The Best of Nana Mouskouri | — | — | — | — | US141 (6 Wo.)US |                                   |
| 2000 | Classic                                | DE49 (3 Wo.)DE | — | — | — | — | Charteintritt: 15. Mai 2000       |
| 2001 | At Her Very Best                       | — | — | — | UK39 Silber · (7 Wo.)UK | — | Charteintritt: 3. März 2001       |
| 2001 | Erinnerungen – meine größten Erfolge   | DE68 (2 Wo.)DE | — | — | — | — | Charteintritt: 24. Dezember 2001  |
| 2004 | Ich hab gelacht, ich hab geweint       | DE61 (3 Wo.)DE | AT40 (3 Wo.)AT | — | — | — | Charteintritt: 1. November 2004   |
| 2008 | Meine schönsten Welterfolge            | DE99 (1 Wo.)DE | — | — | — | — | Charteintritt: 14. November 2008  |
| 2018 | Forever Young                          | DE99 (1 Wo.)DE | — | CH86 (1 Wo.)CH | — | — | Charteintritt: 9. Februar 2018    |
| 2024 | Happy Birthday, Nana                   | DE65 (4 Wo.)DE | — | CH66 (1 Wo.)CH | — | — | Charteintritt: 18. Oktober 2024   |

grau schraffiert: keine Chartdaten aus diesem Jahr verfügbar

### Weitere Alben
- Adieu mes amis
- Agapi ine i zoi
- Alleluia
- Allouette
- Am Ziel meiner Reise
- An American Album
- An Evening with N.M.
- Anunciado en T.V.
- A Place in My Heart
- Atina
- A Touch of French
- Attention
- At the Albert Hall
- Au Theatre des Champs-Elysées
- Ballades
- Best Applause
- C'est bon la vie
- Chante la Greece
- Chants de mon pays
- Chants sacrés
- Christmas with Nana Mouskouri
- Christmas with the Millions
- Clair de Lune
- Comme un soleil
- Concierto en Aranjuez
- Con toda el alma
- Con tutto il cuore
- Costum 20
- Dans le soleil et dans le vent
- D’ici et d’ailleurs
- Die Bühne frei für den großen Clown
- Die schönsten deutschen Weihnachtslieder (DE: Gold)
- Die Stimme, concert 80
- Een stem uit het hart
- Eine Welt voll Musik
- Ein Leben zu zweit
- Ein Portrait
- Ellas chora ton oneron
- Encore
- Encore Nana Mouskouri
- Epitapios
- Espérame en el cielo
- Evergreens
- Farben – Colours – Couleurs – Colores
- Four and Twenty Hours
- Geliebt und bewundert
- Grand Gala
- Grand Gala Special
- Grands succès de Nana Mouskouri
- Greatest Hits
- Greek Songs
- Griechische Gitarren mit Nana Mouskouri
- Haar 30 mooiste chansons
- Happy Birthday Tour
- Hinter einem Lächeln
- Home Concert
- I endekati entoli
- I mithi ginaikas tout simplement N.M.
- Insel der verlorenen Liebe
- International
- Ja chante avec toi liberté
- Je me souviens
- Kinderlieder
- La Dame de coeur
- L’amour Gipsy
- Land of Hope and Glory
- Le Coeur trop tendre
- Le Disque d’or
- Le Jour ou la colombe
- L’enfant au tambour
- Le Temps des cerises
- Le Tournesol
- Libertad
- Lieder die man nie vergisst
- Lieder meiner Heimat
- Live at Herod Atticus
- Los grandes artistas
- Love Goes On
- Love Me Tender
- Ma verité
- Mes plus belles chansons Grecques
- Music for Millions
- N.M. Atenas
- N.M. Collection atout
- N.M. Die Stimme in concert
- Nana
- Nana – Arranged & Conducted by Bobby Scott
- Nana Gospel
- Nana in Holland
- Nana Mouskouri, Her Love Songs
- Nana Mouskouri First Album
- Nana Mouskouri Greatest Hits
- Nana Mouskouri in Italia
- Nana Mouskouri in New York (1962, Neuauflage 2002, DE: ×5Fünffachgold (German Jazz Award) )
- Nana Mouskouri in Paris
- Nana Mouskouri Sings Hadjidakis
- Nana Mouskouri sola éxitos
- Nana Mouskouri Songs of Greece
- Nana Mouskouri Story
- Nana Recital 70
- Nana’s Book of Songs
- Nana’s Choice
- Never on Sunday
- Noël
- Nouvelles chansons de la vieille France
- Nuestras canciones
- O kalos kalo then egi
- Olympia
- Par amour
- Plaisir d’amour
- Pleins feux sur Nana Mouskouri
- Pour les enfants
- Presenting
- Presenting Nana Mouskouri
- Quand on revient
- Quand on s’aime – Tribute to Michel Legrand
- Quand tu chantes
- Quatre soleils
- Que je sois un ange
- Qu’ll est loin l’amour
- Readers Digest
- Recuerdos
- Reflexion 18
- Reimpression
- Remets mon coeur a l’endroit
- Revival
- Roses & Sunshine
- Ses grand succes vu sur RTL
- Sing dein Lied
- Song for Liberty
- Songs of Love and Romance
- Songs of My Land
- Star für Millionen
- Star Magazine
- Süßer die Glocken nie klingen
- Taxidiotes
- The Best Collection of World Popular Music
- The Day When the Dove
- The Delightful
- The Girl from Greece sings
- The Most Beautiful Songs
- The Voice of Greece
- Tierra Viva
- Träume sind Sterne
- Traumland Griechenland
- Tu m’oublies
- Twenty Solid Gold Hits
- Übers Meer
- Un Canadien errant
- Une soiree avec Nana Mouskouri
- Une voix
- Vedettes 1 + 1
- Vergiß die Freunde nicht
- Verzoek-programma
- Vieilles chansons de France
- Vivre avec toi
- Welt Erfolge
- Wenn ich träume
- What Now My Love
- When I Dream
- White Rose of Athens
- Why Worry
- Wonderful Nana Mouskouri

## Singles
| Jahr | Titel Album                                       | Höchstplatzierung, Gesamtwochen, AuszeichnungChartplatzierungen (Jahr, Titel, Album, Platzierungen, Wochen, Auszeichnungen, Anmerkungen) | Höchstplatzierung, Gesamtwochen, AuszeichnungChartplatzierungen (Jahr, Titel, Album, Platzierungen, Wochen, Auszeichnungen, Anmerkungen) | Höchstplatzierung, Gesamtwochen, AuszeichnungChartplatzierungen (Jahr, Titel, Album, Platzierungen, Wochen, Auszeichnungen, Anmerkungen) | Höchstplatzierung, Gesamtwochen, AuszeichnungChartplatzierungen (Jahr, Titel, Album, Platzierungen, Wochen, Auszeichnungen, Anmerkungen) | Höchstplatzierung, Gesamtwochen, AuszeichnungChartplatzierungen (Jahr, Titel, Album, Platzierungen, Wochen, Auszeichnungen, Anmerkungen) | Anmerkungen                                                       |
| Jahr | Titel Album                                       | DE | AT | CH | UK | US | Anmerkungen                                                       |
| ---- | ------------------------------------------------- | --- | --- | --- | --- | --- | ----------------------------------------------------------------- |
| 1961 | Weiße Rosen aus Athen –                           | DE1 Gold · (9 Wo.)DE | — | — | — | — | erste Chartnotierung: 1. August 1961 Verkäufe: + 1.500.000        |
| 1962 | Ich schau den weißen Wolken nach –                | DE1 (7 Wo.)DE | — | — | — | — | erste Chartnotierung: 1. April 1962                               |
| 1962 | Einmal weht der Südwind wieder –                  | DE1 (6 Wo.)DE | — | — | — | — | erste Chartnotierung: 1. Mai 1962                                 |
| 1962 | Am Horizont irgendwo –                            | DE4 (4 Wo.)DE | — | — | — | — | erste Chartnotierung: 1. Oktober 1962                             |
| 1962 | Was in Athen geschah … (klingt wie ein Märchen) – | DE32 (3 Wo.)DE | — | — | — | — | erste Chartnotierung: 1. Dezember 1962                            |
| 1963 | Rote Korallen –                                   | DE6 (5 Wo.)DE | — | — | — | — | erste Chartnotierung: 1. September 1963                           |
| 1964 | Wo ist das Glück vom vergangenen Jahr? –          | DE17 (2 Wo.)DE | — | — | — | — | erste Chartnotierung: 1. Juli 1964                                |
| 1964 | Eine Insel im Meer –                              | DE32 (1 Wo.)DE | — | — | — | — | erste Chartnotierung: 1. November 1964                            |
| 1966 | Morgen ist der schönste Tag –                     | DE37 (1 Wo.)DE | — | — | — | — | erste Chartnotierung: 15. Juli 1966                               |
| 1975 | Komm, komm, sag uns deinen Traum –                | DE30 (9 Wo.)DE | — | — | — | — | erste Chartnotierung: 14. April 1975                              |
| 1975 | Adios –                                           | DE20 (16 Wo.)DE | — | — | — | — | erste Chartnotierung: 26. Mai 1975                                |
| 1976 | Die Welt ist voll Licht –                         | DE27 (3 Wo.)DE | AT5 (12 Wo.)AT | — | — | — | erste Chartnotierung: DE: 16. August 1976, AT: 15. September 1976 |
| 1977 | Guten Morgen, Sonnenschein –                      | DE39 Gold · (2 Wo.)DE | — | — | — | — | erste Chartnotierung: 1. August 1977 Verkäufe: + 250.000          |
| 1979 | Lieder, die die Liebe schreibt –                  | DE30 (12 Wo.)DE | — | — | — | — | erste Chartnotierung: 1. Januar 1979                              |
| 1981 | La Provence (du blühendes Land) –                 | DE17 (25 Wo.)DE | — | CH8 (5 Wo.)CH | — | — | erste Chartnotierung: DE: 1. Mai 1981, CH: 2. August 1981         |
| 1981 | Liebe lebt –                                      | DE38 (15 Wo.)DE | — | — | — | — | erste Chartnotierung: 26. Oktober 1981                            |
| 1982 | Alles was du brauchst ist Liebe –                 | DE74 (1 Wo.)DE | — | — | — | — | erste Chartnotierung: 22. November 1982                           |
| 1985 | Aber die Liebe bleibt (Only Love) –               | DE35 (6 Wo.)DE | — | — | UK2 (11 Wo.)UK | — | erste Chartnotierung: DE: 6. April 1987, UK: 11. Januar 1986      |

grau schraffiert: keine Chartdaten aus diesem Jahr verfügbar
Weitere Singles
- 1958: Masi me sena
- 1958: Ou Ilissos
- 1958: Pame mia volta sto fengari
- 1958: Ela pare mou ti lipi
- 1958: Kanella kanellorissa
- 1958: Erini
- 1958: I mana mou me dermi
- 1958: Annitsa mou annoula mou
- 1959: Kontessa kontessina mou
- 1959: Mia mera akoma
- 1959: Ksero kapio steno
- 1959: Mia sineffia
- 1959: Kapou iparhi i agapi mou
- 1959: Xsero kapio asteri
- 1959: La la la
- 1960: Itan tou mai to prosopo
- 1960: To tragoudi ton liston (San sfiriksis tris fores)
- 1960: Athina
- 1960: To pelago ine vathi
- 1960: Me tin patrida tous demeni sta pania (Tora pou pas stin xenitia)
- 1960: Ta pedia tou pirea “les enfants du Pirée”
- 1960: Prodossia “trahison”
- 1960: To tragoudi tis Euridikis “La chanson d’Eurydice”
- 1960: Pios ap’tis triantafillies "Une rose sur la poitrine"
- 1960: I prodossia
- 1960: Xypna agapi mou
- 1960: To tragoudi tis kalimas
- 1960: O karagiozis
- 1960: To aroma sou
- 1960: To mikro to magazi
- 1960: Pou petaxe t’agori mou
- 1960: Chili mou moshomiristo
- 1960: Mera mayou
- 1960: Basilepses asteri mou
- 1960: Na’ha t’athanaro nero
- 1960: Sto parathiri stekozoui
- 1960: Issoun kalos
- 1960: Glike mou esi
- 1960: Issoun kalos issoun glykos
- 1960: Brehi sti ftohogitonia
- 1960: Xeili mou moschomristo
- 1960: To fengari ine kokkino
- 1960: Agapi pougines dikopo maxeiri
- 1960: Jia sena tin agapi mou
- 1960: Thalassa platia
- 1960: Kathe trello pedi
- 1960: isso apo tis triantafilies
- 1960: To kyparissaki
- 1960: O lukos
- 1960: O kalos kalo den exi
- 1960: I timoria
- 1961: Kir Antonis
- 1961: Kourasmeno palikari
- 1961: San sfiriksis tris fores
- 1961: Tora pou pas stin xenitia
- 1961: Strosa to stroma sou
- 1961: Doxa to Theo
- 1961: Mikra ki aniliaga stena
- 1961: Stekosoun afti pou tharthoun
- 1961: Ligo akoma
- 1961: Kean tha dipsasis gia nero
- 1961: Le petit Tramway
- 1961: Retour à Napoli
- 1961: La montagne de l’amour “O Imittos”
- 1961: Un roseau dans le vent
- 1961: Ton adieu
- 1961: Toi que j’inventais
- 1961: Je reviendrai dans mon village
- 1961: Quand on s’aimait
- 1961: Weiße Rosen aus Athen
- 1961: Addio "Ebbe und Flut"
- 1961: El pequeno tranvia “Le petit Tramway”
- 1961: Regreso a Napoles “Retour à Napoli”
- 1961: Rosal al viento “Un roseau dans le vent”
- 1961: Ilissos
- 1961: Kiparissaki
- 1961: O imittos
- 1961: To fengaraki
- 1961: San paramithi san istoria
- 1961: Xero kapio asteri
- 1961: I brochoula
- 1961: Ro mikro to magazi
- 1962: Roses blanches de Corfou „Weiße Rosen aus Athen“
- 1962: Adieu mon coeur „Addio – Athina“
- 1962: La procession „I timoria“
- 1962: Sonata
- 1962: Ce soir a Luna Park
- 1962: C’est joli la mer „min ton rotas ton ourano“
- 1962: Si tu m’aimes tant que ça „Quando quando“
- 1963: Gib einem Kind Deine Hand
- 1964: Letzte Rose

## Statistik

### Chartauswertung
|                     | DE     | AT    | CH    | UK     | US    |
| ------------------- | ------ | ----- | ----- | ------ | ----- |
| Nummer-eins-Alben   | DE—DE  | AT—AT | CH—CH | UK—UK  | US—US |
| Top-10-Alben        | DE1DE  | AT2AT | CH—CH | UK3UK  | US—US |
| Alben in den Charts | DE13DE | AT3AT | CH2CH | UK11UK | US2US |

|                       | DE     | AT    | CH    | UK    | US    |
| --------------------- | ------ | ----- | ----- | ----- | ----- |
| Nummer-eins-Singles   | DE3DE  | AT—AT | CH—CH | UK—UK | US—US |
| Top-10-Singles        | DE5DE  | AT1AT | CH1CH | UK1UK | US—US |
| Singles in den Charts | DE18DE | AT1AT | CH1CH | UK1UK | US—US |

### Auszeichnungen für Musikverkäufe
| Goldene Schallplatte - Dänemark - 2001: für das Album A Place in My Heart - Frankreich - 1973: für das Album Une Voix … Qui Vient Du Coeur - 1974: für das Album Vieilles Chansons De France - 1976: für das Album Que Je Sois Un Ange - 1976: für das Album Nana Mouskouri – Vol. 1 (Impact) - 1977: für das Album Toi Qui T’en Vas - 1978: für das Album Quatre Soleils - 1979: für das Album Alleluia - 1979: für das Album Quand Tu Chantes - 1980: für das Album Pour Les Enfants – idem - 1980: für das Album Vivre Au Soleil - 1981: für die Single Je Chante Avec Toi, Liberté - 1983: für das Album Ballades - 1984: für das Album Quand On Revient - 1989: für das Album Tout Simplement - 1995: für das Album Master Série – Vol. 1 - Kanada - 1977: für das Album Une Voix … Qui Vient Du Coeur - 1977: für das Album Comme Un Soleil - 1977: für das Album Le Disque d’or de Nana Mouskouri - 1982: für das Album Spotlight On Nana Mouskouri - 1982: für das Album Song for Liberté - 1982: für das Album Ma verite - 2004: für das Album Gold: Greatest Hits - Niederlande - 1986: für das Album Alone - 1989: für das Album A voice from the heart - Spanien - 1987: für das Album Libertad - 1987: für das Album Nana - 1994: für das Album Recuerdos | 2× Goldene Schallplatte - Frankreich - 1989: für das Album Classiques Platin-Schallplatte - Argentinien - 1990: für das Album The Classical Nana - 2005: für das Videoalbum Live at Herod Atticus - Frankreich - 1982: für das Album Je Chante Avec Toi, Liberté – Qu’il Est Loin L’amour - Kanada - 1978: für das Album British Concert - 1981: für das Album Come with Me - 1981: für das Album Christmas Album - 1985: für das Album Je Chante Avec Toi, Liberté – Qu’il Est Loin L’amour - 1995: für das Album The Best Of Nana Mouskouri - Spanien - 1989: für das Album Concierto De Aranjuez - 1992: für das Album Nuestras Canciones 2× Platin-Schallplatte - Argentinien - 1999: für das Album Libertad - Kanada - 1979: für das Album Roses and Sunshine 3× Platin-Schallplatte - Spanien - 1988: für das Album Con Toda El Alma |

Anmerkung: Auszeichnungen in Ländern aus den Charttabellen bzw. Chartboxen sind in ebendiesen zu finden.
| Land/RegionAuszeichnungen für Musikverkäufe (Land/Region, Auszeichnungen, Verkäufe, Quellen) | Silber     | Gold       | Platin       | Verkäufe  | Quellen                           |
| -------------------------------------------------------------------------------------------- | ---------- | ---------- | ------------ | --------- | --------------------------------- |
| Argentinien (CAPIF)                                                                          | —          | —          | 4× Platin4   | 188.000   | capif.org.ar                      |
| Dänemark (IFPI)                                                                              | —          | Gold1      | —            | 25.000    | hitlisten.nu                      |
| Deutschland (BVMI)                                                                           | —          | 8× Gold8   | 2× Platin2   | 2.050.000 | musikindustrie.de Einzelnachweise |
| Frankreich (SNEP)                                                                            | —          | 17× Gold17 | Platin1      | 2.500.000 | infodisc.fr snepmusique.com       |
| Kanada (MC)                                                                                  | —          | 7× Gold7   | 7× Platin7   | 1.050.000 | musiccanada.com                   |
| Niederlande (NVPI)                                                                           | —          | 2× Gold2   | —            | 100.000   | nvpi.nl                           |
| Spanien (Promusicae)                                                                         | —          | 3× Gold3   | 5× Platin5   | 650.000   | elportaldemusica.es ES2 ES3       |
| Vereinigtes Königreich (BPI)                                                                 | 2× Silber2 | 2× Gold2   | —            | 320.000   | bpi.co.uk                         |
| Insgesamt                                                                                    | 2× Silber2 | 40× Gold40 | 19× Platin19 |           |                                   |